# Новопокровка (Челябінська область)
Новопокровка (рос. Новопокровка) — селище у Варненському районі Челябінської області Російської Федерації.
Входить до складу муніципального утворення Покровське сільське поселення. Населення становить 1087 осіб (2010).

## Історія
Від 27 лютого 1927 року належить до Варненського району, спочатку у складі Троїцького округу Уральської області, а відтак — Челябінської області.
Згідно із законом від 9 липня 2004 року органом місцевого самоврядування є Покровське сільське поселення.

## Населення
| 2002 | 2010  |
| ---- | ----- |
| 1301 | ↘1087 |